# Лоше девојке
Лоше девојке је позоришна представа коју је режирао Иван Вуковић према комаду Тине Феј.
Премијерно приказивање било је 27. марта 2008. године у омладинском позоришту ДАДОВ.
Представа је постављена у години прославе педесетогодишњице рада позоришта.

## Радња
Прича представе говори о зоологу и истраживачу Кејти Херон, која је одгајана у дивљини Африке, под будним оком својих родитеља.
Њен живот се из корена мења када упише средњу школу у граду. Она се у школи сукобљава са менталном тортуром и неписаним друштвеним правилима по којима живе тинејџерке данас.

## Улоге
| Лица            | Глумци             |
| --------------- | ------------------ |
| Кејти           | Милица Јанкетић    |
| Демијан         | Лука Табашевић     |
| Џенис           | Милена Живановић   |
| Реџина          | Оља Перуничић      |
| Керен           | Јана Милосављевић  |
| Гречен          | Марија Манојловић  |
| Арон            | Немања Трифуновић  |
| Госпођа Норбери | Марија Пејин       |
| Госпођа Џорџ    | Антонија Вучићевић |
| Кевин           | Петар Кокиновић    |
| Директор        | Јанко Цекић        |
| Професор        | Стеван Шербеџија   |